# Fascellina fuscoviridis
Fascellina fuscoviridis är en fjärilsart som beskrevs av W. Warren 1896. Fascellina fuscoviridis ingår i släktet Fascellina och familjen mätare. Inga underarter finns listade i Catalogue of Life.